# Tres Revoltes a Shouchun
Les Tres Revoltes a Shouchun (xinès tradicional: 壽春三叛, xinès simplificat: 寿春三叛, pinyin: Shòu Chūn Sān Pàn), també conegut com a Tres Revoltes a Huainan (淮南三叛), van ser una sèrie de revoltes a Cao Wei durant el període dels Tres Regnes en la història xinesa. Les revoltes es van produir en els últims anys de Cao Wei quan el clan Sima va usurpar el poder. Els caps militars a càrrec de la ciutat de Shouchun es van aixecar en revolta en tres focus diferents en el nom d'una campanya punitiva per a eliminar el clan Sima del poder. Els líders respectius de les tres revoltes van ser Wang Ling, Guanqiu Jian i Wen Qin i Zhuge Dan. Totes les revoltes van ser apaivagades i aturades pel clan Sima.

## Rerefons
En el 249, during l'Incident de les Tombes Gaoping, Sima Yi va prendre el poder militar de Cao Shuang en un colp d'estat i va fer executar a tot el clan de Cao. Des de llavors, el poder de Cao Wei va caure en mans del clan Sima. Després de la mort de Sima Yi, el poder va ser heretat pel seu fill major Sima Shi i més tard va passar al seu segon fill Sima Zhao després de la mort de Sima Shi. El poder del clan Sima es va enfortir durant el període que els Sima van estar en el poder. Això va portar a l'eventual col·lapse de Cao Wei, que només existia en nom, fins que Sima Yan va usurpar el tron i va fundar la Dinastia Jin Occidental.